# Правоприлагащ орган
Правоприлагащите органи са органи на публичната власт – изпълнителна и съдебна.
Правоприлагането от органите на съдебната власт се нарича правораздаване.
В зависимост на коя власт и на чий орган е юрисдикционно подвластно правоприлагането, се говори съответно за подведомственост и подсъдност.
Според правото на Европейския съюз, правоприлагащ орган означава национален полицейски, митнически или друг орган, който е оправомощен по националното право да открива, предотвратява и разследва престъпления или престъпна дейност, както и да упражнява власт и да предприема принудителни мерки в контекста на такива дейности. Агенциите или звената, занимаващи се изключително с въпроси на националната сигурност, не попадат в обхвата на понятието.